# Abraham Österdam
Pour l’article homonyme, voir Oesterdam.
Abraham Österdam, né en 1745, est un étudiant de Carl von Linné à l'université d'Uppsala.
Il soutient sa thèse le 21 juin 1766 dans laquelle il étudie Siren lacertina, une espèce d'urodèle d'Amérique du Nord. 
Il meurt en 1776. 